# Krilencu
Krilencu  é uma personagem fictícia do filme Moscou contra 007 (From Russia With Love), segundo da franquia cinematográfica do espião inglês James Bond, criado por Ian Fleming.

## Características
Krilencu é um  assassino búlgaro da SMERSH soviética encarregado de eliminar agentes ocidentais na Turquia. Ele acredita erroneamente que Ali Kerim Bey, o homem local do MI-6 em Istambul, é o responsável pelo assassinato de vários agentes da SMERSH no país, quando na verdade os crimes vem sido cometidos pela organização terrorista internacional SPECTRE.

## No filme
Ele é primeiro visto por Bond e identificado por Kerim Bey através de um periscópio encravado no subsolo do consulado soviético em Istambul, numa reunião tensa com outros homens. Com ordens de se livrar de Kerim Bey, ele planta uma bomba na parede do quartel-general de Bey, que escapa depois de mudar de posição chamado por sua amante. Na segunda tentativa, ele invade com vários homens a festa cigana onde Bond e Bey estão, apunhalando primeiro um segurança do local, mas são obrigados a se retirar após a forte reação de Bond e dos ciganos, em meio a tiros e explosões. Finalmente é morto por Kerim Bey quando tenta escapar de um apartamento pela janela, que dá, na sua parte externa, dentro de uma cartaz de um filme de Anita Ekberg – a janela dá exatamente na boca dela – morto por um tiro de sniper de Bey com a ajuda de 007.